# (13059) Ducuroir
(13059) Ducuroir (1991 BD1) – planetoida z grupy pasa głównego asteroid okrążająca Słońce w ciągu 4,17 lat w średniej odległości 2,59 j.a. Odkryta 18 stycznia 1991 roku.